# Grohotiș

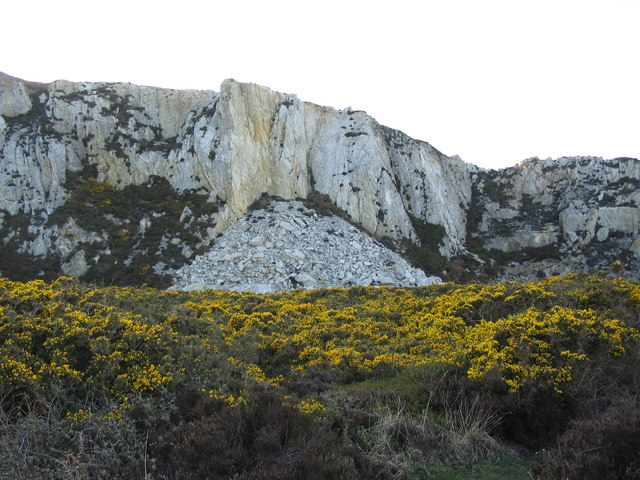

Grohotiș (plural grohotișuri) se numește o îngrămădire de bucăți de rocă colțuroase, de dimensiuni variabile, rezultate din dezagregarea mecanică a unor abrupturi stâncoase, care s-au prăvălit din munți sau au fost aduse de ghețari. Grohotișurile se depun la baza acestor abrupturi sub forma unor conuri sau pânze, mobile sau semi-fixe. Prin extensie, cuvântul grohotiș desemnează atât o rocă sedimentară formată din acest material, cât și o porțiune de teren acoperit cu roci dezagregate.
Un termen popular, echivalent cu „grohotiș” este cuvântul horj. De exemplu, Horjul Mare este o denumire alternativă pentru Marele Grohotiș din Piatra Craiului.
Prin Ordonanța de Urgență nr. 236 din 24 noiembrie 2000, aprobată prin Legea nr. 462 din 18 iulie 2001, au fost stabilite habitatele naturale a căror conservare necesită declararea ariilor speciale de conservare. La capitolul 5 sunt listate Habitatele de stâncării și peșteri, între care și:
- Grohotiș stâncos al etajului montan (Androsacetalia alpinae și Galeopsitalia ladani);
- Grohotiș calcaros și de șisturi calcaroase ale etajelor montane până la cele alpine (Thlaspietea rotundifolii);
- Grohotișuri medioeuropene silicoase ale regiunilor înalte;
- Grohotișuri medioeuropene calcaroase ale etajelor montane.

iar la capitolul 6, Habitate de pădure, sunt listate și:
- Păduri de pantă, grohotiș sau ravene cu Tilio-Acerion.

O masă de grohotiș, care se deplasează rapid pe versanții înclinați ai unui munte, poartă numele de avalanșă, similar cu avalanșele de zăpadă sau gheață.
Prin împrăștierea grohotișurilor la gura torenților ia naștere o formă de relief semiconică denumită con de grohotiș.
Acumulările de grohotișuri, fixate prin vegetație, poartă denumirea de grind, ca de exemplu Grindul Pietrei Craiului.